# Jun Jeung-hae
Jun Jeung-hae (* 13. September 1964) ist ein ehemaliger südkoreanischer Skilangläufer.

## Werdegang
Jun startete international erstmals bei den nordischen Skiweltmeisterschaften 1985 in Seefeld in Tirol. Dort belegte er den 73. Platz über 30 km. Anfang März 1986 holte er bei den Winter-Asienspielen in Sapporo über 30 km Freistil und 15 km klassisch jeweils die Bronzemedaille und mit der Staffel die Silbermedaille. Bei den Olympischen Winterspielen 1988 in Calgary lief er auf den 60. Platz über 30 km klassisch, auf den 59. Rang über 15 km klassisch und auf den 48. Platz über 50 km Freistil. Zusammen mit Hong Kun-pyo, Park Ki-ho und Cho Sung-hoon errang er dort den 15. Platz in der Staffel. Im folgenden Jahr kam er bei den nordischen Skiweltmeisterschaften in Lahti auf den 66. Platz über 15 km Freistil auf den 54. Rang über 30 km klassisch und auf den 51. Platz über 15 km klassisch.